# XXx (film)
Pour les articles homonymes, voir XXX.
Série xXx
xXx² : The Next Level
(2005)
Pour plus de détails, voir Fiche technique et Distribution.
XXx, stylisé xXx et prononcé « X-X-X » ou « triple X », est un film d'action américain de Rob Cohen, sorti en 2002. Il s'agit du premier film de la franchise xXx.
Le film met en scène Xander Cage, alias « XXX », qui est un amateur de sports extrêmes, parfois cascadeur, et surtout antisystème. La NSA a besoin d'une nouvelle sorte d'agent et le recrute de force pour une mission spéciale. L'agent Gibbons pense que Xander Cage pourra réussir là où des agents « normaux » ont échoué. Xander doit infiltrer Anarchie 99, un groupe terroriste dirigé par un certain Yorgi. Xander se rend donc à Prague pour la mission mais insiste pour l'accomplir à sa façon. Après s'être lié à Yorgi, Xander découvre les sombres objectifs de l'organisation, qui détient une terrible arme biochimique datant de la dislocation de l'URSS.

## Synopsis
Anarchy 99, un groupe terroriste d'origine russe installé à Prague (Tchécoslovaquie) a des intentions belliqueuses depuis quelque temps. Ce groupe démasque et tue facilement un agent infiltré envoyé par la National Security Agency pour découvrir leur projet. Un autre agent hiérarchique de la NSA, Augustus Gibbons, suggère d'envoyer plutôt un professionnel des sports extrêmes pour prendre la suite: ça pourrait être Xander "XXX" Cage n'ayant aucun lien avec le gouvernement américain et surtout qui serait plus débrouillard, plus proche d'un style de vie "sur le fil du rasoir". Gibbons met Cage en garde à vue, à la suite des actes contre le sénateur, et lui fait passer deux tests sur le terrain, qualifiés de réussite, avant de lui faire accepter le poste (puisque la seule autre option est la prison).
Cage est envoyé sur place et rencontre un agent de Police tchèque Milan Sova, qui est moyennement coopératif, se sentant quelque part soumis à des exigences externes à son pays. Alors qu'ils vont tous les deux faire des repérages dans un des clubs d'Anarchy 99, Cage fait exprès d'aller à la rencontre de Yorgi et ses sbires dans leur carré VIP et identifie Sova comme un officier de police, ce qui lui vaut la faveur du groupe. Cage parle affaires avec Yorgi sur l'achat de dix ferraris derniers cris, et Yelena, la petite amie et lieutenant de Yorgi, donne à Cage un numéro de compte pour le transfert. S'ensuit une soirée plutôt arrosée pour fêter ce contrat.
Gibbons appelle Cage le lendemain matin au sujet de changements et d'échanges d'infos mais est impressionné lorsque Cage lui en fournit plein entre autres par Kolya, le petit frère de Yorgi, grand fan de Xander et parce que la vodka a délié les langues. En conséquence, Gibbons envoie l'agent Toby Shavers, expert en gadget hightech, pour lui fournir un revolver avec des munitions spéciales, des jumelles pouvant voir à travers les murs et des explosifs à l'allure de pansements. Alors que Cage assiste à la livraison des voitures conclue avec Yorgi, Sova tente d'intervenir. En utilisant le revolver avec la bonne munition, Cage fait semblant de tuer Sova. Ayant gagné la confiance de Yorgi, Cage rejoint pleinement Anarchy 99.
Après une soirée techno arrosée dans l'une de ses clubs, Yorgi ramène Cage dans un château (bien éloigné de la ville) servant de QG à Anarchy 99. Tôt le matin, Cage, tout en recherchant de nouveaux indices, surprend Yelena en train d'enquêter sur un coffre-fort caché de Yorgi dans le sol. Cage décide de l'emmener dans un restaurant pas très loin du château, pour discuter... Sur cet entrefait, Sova appelle Yorgi et révèle la couverture de Cage. Furieux, Yorgi envoie son tireur d'élite de confiance Kirill pour tuer Cage. Cage a pendant ce temps eu le loisir de révéler sa véritable identité à Yelena. En épiant le couple depuis un toit à l'extérieur, Kirill avertit par téléphone Yelena et comment il compte le neutraliser. Alors que Cage et Yelena organisent une manière de sortir sans que Cage s'expose, ce dernier réussit à s'échapper avec un grand plateau d'argent à la main qui éblouit le tireur et permet de glisser rapidement sur une rembarde au milieu d'une descente. La NSA exfiltre Cage et Yelena est ramenée au château d'Anarchy 99.
Cage est amené devant Gibbons, lors d'une répétition privée d'un opéra, et exige que Cage retourne en Amérique puisque sa couverture est grillée et le prévient que les forces spéciales prévoient d'attaquer le château. Cage refuse, craignant pour la vie de Yelena et amer que Sova ait délibérément fait sauter sa couverture. Le soir même, Cage est bien décidé à se faufiler dans le château de Yorgi, dans la nuit en escaladant une des parois, il réussit et pénètre dans les souterrains pour trouver le labo secret. Cage surprend les plans de Yorgi, grâce essentiellement à ces jumelles qui voient à travers les murs, de répandre "Silent Night" dans la ville de Prague (une arme biochimique présumée disparue depuis la chute de l'Union soviétique), à partir d'un drone aquatique nommé Achab. Après avoir tué Kolya, Cage fuit la zone en motocross et rejoint une planque, où se trouve Sova qui l'attendait. Apparemment, Sova est passé dans le camp de Yorgi pour l'argent qui lui offre. Avant même que Sova ne puisse tuer Cage, Yelena le descend à travers la porte et se révèle être un agent infiltré du FSB mais abandonné depuis par sa hiérarchie. Cage transmet les plans de Yorgi à la NSA et négocie l'asile de Yelena. Cage demande à Shavers de modifier sa GTO avec toutes les armes et gadgets à disposition, sans accord des supérieurs. Cage a l'idée de neutraliser un tour de communication, à proximité du château, plus près des sommets enneigés. Pour cela, il est parachuté d'un avion sur un snowboard sur les hauteurs de la tour. Il fait en sorte de déclencher une grosse avalanche pour détruire la tour mais est capturé juste après par Yorgi, qui connaissait déjà l'identité de Yelena. Alors que Yorgi se prépare à les tuer, les forces spéciales font une attaque massive sur le château. Cage et Yelena se libèrent, mais Yorgi réussit à lancer Achab. Cage n'arrive pas à arrêter le drone par contre réussit à descendre Yorgi dont le bateau file s'écraser sur un bord rocheux et explose.
L'armée tchèque a fait décoller 2 avions de chasse pour détruire Achab, bien que cela pourrait libérer une partie de l'agent toxique. Cage et Yelena eux de leur côté prennent la GTO, maintenant fortement modifiée par l'agent Shavers, pour suivre le long de la rivière Achab et essayer de le neutraliser. Cage harponne le drone, réussit à monter dessus et à ce que l'arme se déclenche en allant sous l'eau. L'eau peut neutraliser le produit.
Cage et Yelena sont récupérés et Gibbons tient ses promesses. En conclusion, Cage et Yelena se détendent à Bora Bora lorsque Gibbons le contacte pour lui proposer une autre mission, mais Cage l'ignore.

## Fiche technique
Sauf indication contraire, les informations mentionnées dans cette section peuvent être confirmées par la base de données cinématographiques IMDb,  présente dans la section « Liens externes ».
- Titre original : xXx
- Réalisation : Rob Cohen
- Scénario : Rich Wilkes
- Musique : Randy Edelman
- Direction artistique : Brad Ricker, Phil Harvey et Jonathan Lee
- Décors : Gavin Bocquet
- Costumes : Sanja Milkovic Hays
- Photographie : Dean Semler
- Son : Michael C. Casper, Daniel J. Leahy
- Montage : Chris Lebenzon, Joel Negron et Paul Rubell
- Production : Neal H. Moritz
- Production déléguée : Vin Diesel, Todd Garner, Arne Schmidt et George Zakk
- Production associée : David Minkowski, Michelle Purple et Matthew Stillman
- Coproduction : Creighton Bellinger et Derek Dauchy
- Sociétés de production[1] : Revolution Studios et Original Film
- Sociétés de distribution : Columbia Pictures, Sony Pictures Releasing (États-Unis) ; Buena Vista International (Suisse), Columbia TriStar Films (France)[2]
- Budget : 70 millions de dollars[3]
- Pays de production :  États-Unis
- Langues originales : anglais, allemand, espagnol, russe et tchèque
- Format[4] : couleur (DeLuxe) - 35 mm - 2,39:1 (Cinémascope) - son DTS | Dolby Digital | SDDS
- Genres : action, aventure, thriller
- Durée : 124 minutes / 132 minutes (version non censurée director's cut)
- Dates de sortie[5] :
  - États-Unis et Canada : 9 août 2002
  - France : 7 septembre 2002 (Festival du cinéma américain de Deauville) ; 9 octobre 2002 (sortie nationale)
  - Suisse romande : 16 octobre 2002[6]
  - Belgique : 30 octobre 2002
- Classification[7] :
  -  États-Unis : Accord parental recommandé, film déconseillé aux moins de 13 ans (certificat #38427) (PG-13 - Parents Strongly Cautioned)[Note 1].
  -  France : Tous publics (visa d'exploitation no 106048 délivré le 25 septembre 2002)[8].

## Distribution
- Vin Diesel (VF : Guillaume Orsat ; VQ : Marc-André Bélanger) : Xander Cage / xXx
- Asia Argento (VF : Monika Lawinska ; VQ : Viviane Pacal) : Yelena
- Marton Csokas (VQ : Luis de Cespedes) : Yorgi
- Samuel L. Jackson (VF : Thierry Desroses ; VQ : Éric Gaudry) : l'agent Augustus Gibbons
- Michael Roof (en) (VF : Thierry Wermuth ; VQ : Gilbert Lachance) : l'agent Toby Lee Shavers
- Richy Müller : Milan Sova
- Werner Daehn (en) : Kirill
- Petr Jákl (en) : Kolya
- Jan Filipensky (en) : Viktor
- Tom Everett : le sénateur Dick Hotchkiss
- Danny Trejo (VF : Marc Alfos ; VQ : Manuel Tadros) : El Jefe
- Thomas Ian Griffith : l'agent Jim McGrath
- Eve (VF : Maïk Darah ; VQ : Christine Bellier) : J. J.
- Leila Arcieri : Jordan King
- William Hope : l'agent Roger Donnan
- Ted Maynard (VF : Sylvain Lemarié) : James Tannick
- David Asman : l'agent Polk
- Joe Bucaro : Virg
- Chris Gann (VF : Emmanuel Karsen) : T. J.

Caméos
- Tony Hawk : le skateur
- Carey Hart : l'homme dans la voiture
- Mike Vallely : un cadreur
- Mat Hoffman : un rider à la fête
- Josh Todd : un homme à la fête
- Rick Thorne : lui-même
- Rammstein : eux-mêmes
- Rob Cohen : un homme à cheval en Colombie / un homme au téléphone[9]

 Source et légende : version française (VF) sur RS Doublage

## Production

### Genèse et développement
Le scénariste Rich Wilkes a l'idée de xXx en voulant moderniser le genre : « J'ai toujours adoré les films d'espionnage, mais je trouvais qu'il était temps de faire quelque chose qui parle davantage à la jeune génération. Aujourd'hui, tout va plus vite. »
Eric Bana est le premier choix pour incarner Xander Cage, mais l'acteur australien privilégie le film The Nugget (en) de Bill Bennett (en). C'est finalement Vin Diesel qui obtient le rôle, abandonnant le rôle principal de Daredevil qui revient à Ben Affleck. D'après le réalisateur, Rob Cohen, il n'y avait pas de meilleur choix pour ce rôle: « Tout comme il n'y a pas de Dr. No sans Sean Connery, il n'y a pas de XXX sans Vin. » Ce casting est annoncée dès Juillet 2001, tout comme la date de sortie du film (le 26 Juillet 2001).
Le rôle de Yorgi a été proposé à Ewan McGregor.
Le film parle de sport extrême. Plusieurs pratiquants de sports extrêmes apparaissent dans le film, notamment dans la scène du pont au début du film : Tony Hawk (skateboard), Carey Hart (moto-cross), Mike Vallely (skateboard), Mat Hoffman (BMX) et Rick Thorne (BMX). On peut également voir Josh Todd du groupe Buckcherry,.

### Tournage
Le tournage a lieu de novembre 2001 à mars 2002. Il se déroule principalement en République tchèque, notamment à Prague (château de Prague et le quartier de Hradčany, opéra de Prague, etc.), au bord de la rivière Vltava et à Drhovy. Il a également lieu en Autriche (Kaunertal), en Virginie-Occidentale (New River Gorge Bridge), en Californie (pont de Foresthill et l'American River au début du film, Pann's Restaurant à Los Angeles, Piru, lac Tahoe, Santa Clarita, Sierra City, Westlake Village) et également à Bora-Bora en Polynésie française. Pour la séquence du saut en Chevrolet Corvette C5 depuis un pont, vingt caméras sont utilisées (11 caméras Format 35 mm, deux 16 mm, trois mini-caméras numériques, trois caméras spéciales anti-chocs dans la voiture et enfin une caméra embarquée dans un hélicoptère). La séquence est tournée en une prise, sans câble ni filet de sécurité.
Le 4 avril 2002 à Prague, Harry L. O'Connor, la doublure de Vin Diesel pour les séquences aériennes, est tué lors du tournage d'une scène spectaculaire de parapente, en percutant le pont Palacký.

## Bande originale
Bandes originales de xXx
xXx2: The Next Level
(2005)
La musique originale du film est composée par Randy Edelman qui avait déjà collaboré avec le réalisateur Rob Cohen sur Dragon, l'histoire de Bruce Lee (1993), Cœur de dragon (1996), Daylight (1996) et The Skulls : Société secrète (2000). Le double album, commercialisé par Universal Music Group ne contient pas ses compositions mais des chansons inspirées par le film, dont certaines sont présentes dans le film. Le premier CD est orienté vers le metal alternatif et la musique électronique, avec des artistes comme Rammstein, Mushroomhead ou encore Moby. Le second disque, intitulé The Xander Xone, contient des chansons d'artistes rap comme Lil Wayne, Nelly ou encore Westside Connection.
L'album se classe n°1 au Top Soundtracks de Billboard. Il est certifié dique d'or par la Recording Industry Association of America le 6 septembre 2002 et double disque de platine par Music Canada (200 000 ventes) en avril 2003.
| 1.  | Feuer frei!                                                     | - C. Lorenz - C. Schneider - O. Riedel - P. Landers - R. Kruspe - T. Lindemann | Rammstein               | 3:10 |
| 2.  | Bodies (Vrenna XXX Mix)                                         | Drowning Pool                                                                  | Drowning Pool           | 3:22 |
| 3.  | I Will Be Heard                                                 | Hatebreed                                                                      | Hatebreed               | 2:58 |
| 4.  | You Think I Ain't Worth a Dollar, But I Feel Like a Millionaire | - J. Homme - M. Lalli                                                          | Queens of the Stone Age | 2:37 |
| 5.  | Before I Die                                                    | - J. Sekula - J. Kilcoyne - J. Popson - J. Hetrick - S. Felton - T. Schmitz    | Mushroomhead            | 3:14 |
| 6.  | Get Up Again                                                    | - C. Ballinger - C. Volz - J. Davit - L. Arny - R. Juhrs                       | Flaw (en)               | 2:56 |
| 7.  | Landing                                                         | - R. Hall - M. Taylor - O. Fink                                                | Moby & Azure Ray        | 3:43 |
| 8.  | Adrenaline                                                      | - G. Rossdale - B. Ballard Jr.                                                 | Gavin Rossdale          | 4:15 |
| 9.  | 004                                                             | - F. Elizondo - J. Roberts                                                     | Fermín IV               | 3:56 |
| 10. | Technologicque Park                                             | - P. Hartnoll - P. Hartnoll                                                    | Orbital                 | 5:45 |
| 11. | Me vs. Me (titre bonus)                                         | - R. Clauß - B. Düßler                                                         | 4Lyn                    | 3:40 |
| 12. | Juicy (titre bonus)                                             | - C. Tanna - J. Tanna                                                          | I Mother Earth          | 4:09 |

| 1.  | Stick Out Ya Wrist                 | C. Haynes Jr.                                                      | Nelly & Toya                              | 3:50 |
| 2.  | Look at Me                         | - D. Carter - B. Thomas                                            | Lil Wayne                                 | 4:07 |
| 3.  | Truth or Dare                      | - P. Williams - C. Hugo - T. Thornton                              | N.E.R.D, Kelis & Pusha T                  | 4:23 |
| 4.  | Are We Cuttin'                     | - M. Troy - C. Young - T. Mosley                                   | Pastor Troy & Ms. Jade                    | 4:11 |
| 5.  | Still Fly                          | - B. Williams - B. Thomas                                          | Big Tymers                                | 4:20 |
| 6.  | Connected for Life                 | - D. Rolison - W. Calhoun Jr. - O. Jackson Sr.                     | Westside Connection & Butch Cassidy       | 4:32 |
| 7.  | Lights, Camera, Action! (Club Mix) | - T. Kelly - R. Harrell III - A. Poree - L. Caston Jr. - F. Wilson | Mr. Cheeks (en), Missy Elliott & P. Diddy | 3:41 |
| 8.  | It's Okay                          | - R. Thomas - S. Dixon                                             | Postaboy & Rashad                         | 3:58 |
| 9.  | Yo, Yo, Yo                         | - D. Stevenson - R. Webber                                         | Dani Stevenson                            | 3:34 |
| 10. | Lick                               | - J. Gilliam-Gipp - P. Brown - B. Bennett - R. Murray - R. Wade    | Joi (en)                                  | 6:29 |

## Accueil

### Accueil critique
Le film reçoit des critiques mitigées. Sur l'agrégateur américain Rotten Tomatoes, xXx obtient 48 % d'opinions favorables pour 179 critiques et une notation moyenne de 5,59⁄10. Le consensus sur le site se lit comme suit : « Le manque de sérieux est attachant et Vin Diesel a plus que suffisamment de muscle pour jouer le rôle principal, mais xXx est finalement une occasion manquée d'insuffler une nouvelle vie au genre du thriller d'espionnage. » Le site Metacritic lui donne un score de 48⁄100 pour 33 critiques.
Le célèbre critique Roger Ebert du Chicago Sun-Times lui a donné trois étoiles et demie sur quatre, écrivant : « À sa propre manière punk, xXx est aussi bon qu'un bon film de Bond, et ça en dit long. »
L'accueil en France est partagé, le site Allociné propose une note moyenne de 3,4⁄5 à partir de l'interprétation de critiques provenant de 21 titres de presse.

### Box-office
Sorti le vendredi 9 août aux États-Unis, xXx récolte 46 millions de dollars en trois jours, signant alors le meilleur démarrage de Vin Diesel, même devant les 40 millions de Fast and Furious sorti l'année précédente. Il termine à la 15e place du box-office annuel au Canada et aux États-Unis. En France, il enregistre quasiment 1,3 million d'entrées, soit le 32e meilleur résultat au box-office français de 2002.
| Pays ou région    | Box-office        | Date d'arrêt du box-office | Nombre de semaines |
| ----------------- | ----------------- | -------------------------- | ------------------ |
| États-Unis Canada | 142 109 382 $     | 5 janvier 2013             | 20                 |
| France            | 1 295 657 entrées | 1er décembre 2002          | 6                  |
| Total mondial     | 277 448 382 $     | -                          | -                  |

## Distinctions
Entre 2002 et 2003, xXx a été sélectionné 19 fois dans diverses catégories et a remporté 4 récompenses,.
| Année | Festivals de cinéma                                                           | Catégorie / Récompense                                                                                | Nommé(es) / Lauréat(es) | Nommé(es) / Lauréat(es) |
| ----- | ----------------------------------------------------------------------------- | --- | --- | ----------------------- |
| 2002  | Festival du cinéma américain de Deauville                                     | Premières - Hors compétition                                                                          | Rob Cohen | Nomination              |
| 2002  | The Stinkers Bad Movie Awards                                                 | Pire scénario pour un film rapportant plus de 100 millions de dollars avec Hollywood Math             | Rich Wilkes | Nomination              |
| 2002  | Prix Schmoes d'or (Golden Schmoes Awards)                                     | Pire film de l'année                                                                                  | xXx | Nomination              |
| 2003  | Académie des films de science-fiction, fantastique et d'horreur - Prix Saturn | Meilleur film d'action / aventures / thriller                                                         | xXx | Nomination              |
| 2003  | Académie des films de science-fiction, fantastique et d'horreur - Prix Saturn | Meilleurs effets visuels                                                                              | Joel Hynek, Matthew E. Butler, Sean Andrew Faden et John Frazier | Nomination              |
| 2003  | Éditeurs de sons de films                                                     | Meilleur montage sonore dans les fonctionnalités nationales - Effets sonores et bruitages             | Bruce Stambler, Steve Nelson, Michael Dressel, Mike Chock, Harry Cohen, Ken Fischer, Elliott Koretz, Steve Mann, Michael Payne, Kim Secrist, Tim Walston, Richard E. Yawn, Shawn Sykora et Frank A. Fuller Jr. | Nomination              |
| 2003  | MTV Movie Awards                                                              | Meilleure performance masculine                                                                       | Vin Diesel | Nomination              |
| 2003  | Prix BET                                                                      | Meilleur acteur                                                                                       | Samuel L. Jackson | Nomination              |
| 2003  | Prix BMI du cinéma et de la télévision                                        | Prix BMI de la meilleure musique de film                                                              | Randy Edelman | Lauréat                 |
| 2003  | Prix du jeune public                                                          | Meilleure actrice de cinéma dans un film dramatique / action aventure                                 | Vin Diesel | Nomination              |
| 2003  | Prix du jeune public                                                          | Meilleure scène de combat ou d’action                                                                 | xXx | Nomination              |
| 2003  | Prix Exclusivité DVD (DVD Exclusive Awards)                                   | Documentaire rétrospectif original, nouvelle version                                                  | T.G. Matthews, J.M. Kenny et Michael Meadows | Nomination              |
| 2003  | Prix Razzie                                                                   | Le film le plus flatulent destiné aux adolescents                                                     | xXx | Nomination              |
| 2003  | Taurus - Prix mondiaux des cascades                                           | Prix Taureau de la Meilleure cascade de spécialité                                                    | Tim Rigby | Lauréat                 |
| 2003  | Taurus - Prix mondiaux des cascades                                           | Prix Taureau du Meilleur cascadeur                                                                    | Harry O'Connor | Lauréat                 |
| 2003  | Taurus - Prix mondiaux des cascades                                           | Prix Taureau du Meilleur coordinateur de cascade et / ou réalisateur de la 2e équipe : Fonctionnalité | Lance Gilbert | Lauréat                 |
| 2003  | Taurus - Prix mondiaux des cascades                                           | Meilleure cascade automobile                                                                          | Larry Linkogle et Jeremy Steinberg | Nomination              |
| 2003  | Taurus - Prix mondiaux des cascades                                           | Meilleure cascade de spécialité                                                                       | Harry O'Connor | Nomination              |
| 2003  | Taurus - Prix mondiaux des cascades                                           | Meilleur cascadeur                                                                                    | Tim Rigby | Nomination              |

## Analyse

### Controverse
Lors de la sortie en DVD, le titre du film peut souvent être trompeur, et les acheteurs éventuels qui ne connaissent pas le film, croient que le film proposé est un film pornographique. Le réalisateur, à cet escient, regretta de ne pas avoir donné un titre plus adapté à son film. Néanmoins, le titre du film sera repris par les producteurs lors de la suite de la franchise[réf. nécessaire].

### Adaptation
Le film est adapté en jeu vidéo sur Game Boy Advance sous le nom xXx.

## Suites
- xXx² : The Next Level ou XXX² (2005) (xXx: State of the Union) de Lee Tamahori, avec Ice Cube et Willem Dafoe
- xXx: Reactivated (2017) (xXx: Return of Xander Cage) de D. J. Caruso, avec Vin Diesel